# Friedrich Guckenburg
Friedrich Hugo Guckenburg (* 30. Dezember 1888 in Mühlhausen/Thüringen; † 5. Januar 1967 ebenda) war ein deutscher Gewerkschaftsfunktionär und Politiker (USPD, SPD).

## Leben
Friedrich Guckenburg war der Sohn des Schuhmachers August Guckenburg und dessen Ehefrau Therese geborene Pagenhardt. Er heiratete am 6. November 1911 in Sondershausen Selma Poße (* 25. Dezember 1886 in Kutzleben; † 2. Januar 1965 in Mühlhausen), die Tochter des Stellmachermeisters Christoph Ludwig (Louis) Poße.
Guckenburg war Stricker in Bebra. Von 1921 bis 1927 war er Geschäftsführer des Textilarbeiterverbandes in Apolda. Er gehörte der ADGB-Bezirksleitung Thüringen an und war von 1912 bis 1914 Landesagitationsleiter des Textilarbeiterverbandes. Er war Mitglied im Oberversicherungsamt und Vorstandsmitglied der Volkshaus-Genossenschaft.
Guckenburg war Mitglied der SPD und wechselte 1917 zur USPD. Vom 24. Februar 1919 bis zum 31. März 1923 gehörte er dem Landtag des Freistaates Schwarzburg-Sondershausen und später der Gebietsvertretung Schwarzburg-Sondershausen an.